# Rudolf Seibert
Rudolf Seibert (* 3. April 1898 in Nieder-Olm; † 23. November 1933 in Bad Nauheim) war ein deutscher römisch-katholischer Lehrer und Märtyrer.

## Leben
Rudolf Seibert wuchs südlich von Mainz auf, wurde Volksschullehrer und Sportfunktionär im DJK-Sportverband für den Bezirk Mainz. 1926 wurde er Lehrer in Sörgenloch, einem Nachbarort seines Geburtsortes. Als engagierter Katholik und Mitglied der Zentrumspartei zog er, wie sein Pfarrer, den Hass der nationalsozialistischen Schläger auf sich. Anfang Juli 1933 drangen sie in sein Haus ein und schlugen brutal auf ihn ein. Es gelang ihm zu fliehen, doch erlag er nach vier Monaten als Folge der Verletzungen einer Gehirnembolie. Er wurde in Nieder-Olm beigesetzt.

## Gedenken
Die deutsche Römisch-katholische Kirche hat Rudolf Seibert als Märtyrer aus der Zeit des Nationalsozialismus in das deutsche Martyrologium des 20. Jahrhunderts aufgenommen. In der Gedenkstätte Laurenzikirche in Gau-Algesheim wird seiner gedacht.